# Andreas Weidner
Andreas Weidner (* 4. September 1956 in Berlin) ist ein deutscher Fotograf und Fotolehrer.

## Leben
Seine klassischen Landschaftsfotografien sind das Ergebnis konsequenter Anwendung des Zonensystems mit der Großformatkamera. Weidner ist ein Vertreter der Fine Art Photography in der Tradition der Gruppe f/64 um Ansel Adams, Edward Weston und Imogen Cunningham. 
Der Bund Freischaffender Foto-Designer (BFF) und die Deutsche Gesellschaft für Photographie (DGPh) führen ihn als Mitglied. Des Weiteren ist er Gründer des Forums für Visuelle TonArt.
Weidner lehrt auch den hybriden Prozess, also das Scannen analoger Aufnahmen und deren digitale Verarbeitung. Dabei versucht er die technischen Vorteile gegenüber der klassischen Arbeit in der Dunkelkammer (Fotografie) zu vermitteln. 
Ausgangspunkt bleibt aber auch hier das prävisualiserte Bild, dessen Entstehung bereits alle handwerklichen und technischen Folgeschritte berücksichtigt, um als Ergebnis einen „Fine Art Print“ erarbeiten zu können.
2008 veröffentlichte Andreas Weidner „Digilog“, das sich dieses Themas in anschaulicher Weise annimmt.

## Wichtige Werke
- Rockgardens, 1988 (mit Eberhard Grames)
- Workshop, Schaffhausen 1994, ISBN 3-7231-0041-4
- Küstenklänge, Stuttgart 1995, ISBN 3-89506-140-9
- Patina, Stuttgart 1998, ISBN 3-89506-178-6
- Perspektive Fine Art, Stuttgart 2003, ISBN 3-89506-198-0
- Digilog, Stuttgart 2008, ISBN 3-89506-283-9